# شورلت دلری
شورلت دلری (به انگلیسی: Chevrolet Delray) خودرویی است که در سال‌های ۱۹۵۴ تا ۱۹۵۸تولید شده‌است.
این خودرو در کلاس خودرو اندازه بزرگ قرار گرفته و طراحی آن موتور جلو-محور عقب بوده است. 